# Tulum (città moderna)
Tulum è una città dello Stato messicano di Quintana Roo, dal 13 marzo del 2008 capoluogo del comune di Tulum. È situata sulla costa caraibica all'estremo sud della cosiddetta "Riviera maya", una delle principali destinazioni turistiche internazionali e si trova a 2 km dalle rovine archeologiche della città maya di Tulum, da cui riceve il nome.
Il comune ha 28 263 abitanti, di cui 14 790 residenti nel capoluogo.

## Luoghi d'interesse

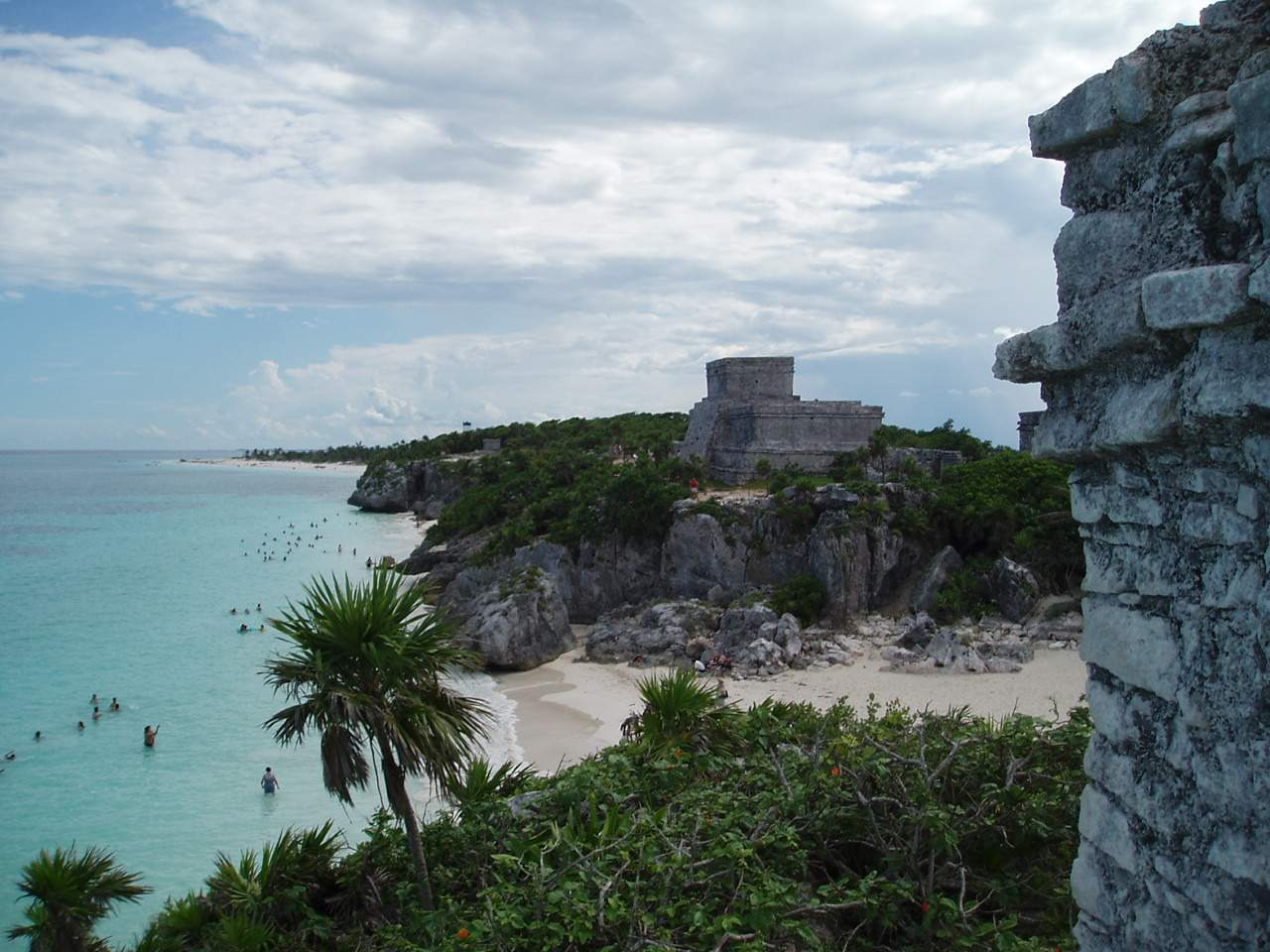
Rovine archeologiche della città maya di Tulum

- Le rovine archeologiche di Tulum sono l'attrazione principale della zona. Il nome Tulum, che in lingua maya significa "muraglia" e si riferisce alle mura che la circondavano, le venne dato in epoche recenti quando la città era già abbandonata e in rovina, ma i maya che vivevano nei dintorni ancora visitavano i suoi templi. Il nome originale della città era invece Zamá, che significava "alba, mattino".
- Il sito archeologico di Cobá si trova a 40 km in direzione nord-est. Sono rovine del periodo classico della cultura maya, si crede siano state costruite e abitate tra il 500 e 900, benché esistano tracce di costruzioni e riparazioni degli edifici fino all'arrivo degli spagnoli. Immerso nella jungla, e di grande fascino il sito è considerato uno tra più grandi tesori archeologici al mondo, in gran parte ancora da scavare ed esplorare. Nel lago accanto sono presenti una ventina di coccodrilli allo stato di libertà.
- Le spiagge di Tulum, che fino alla metà degli anni ottanta erano molto poco frequentate, e appannaggio della cultura hippy hanno visto un grande sviluppo delle infrastrutture alberghiere.
- I cenote. Nelle vicinanze si trova un complesso di fiumi sotterranei che hanno prodotto i cenote. Una grande attrazione turistica per praticare snorkeling e scuba diving. I più conosciuti sono il "cenote Carwash", il "Gran Cenote", la "Gran Calavera", il "cenote Naval", il "cenote Escondido" e il "cenote Cristal". L'esplorazione subacquea delle caverne di Quintana Roo è iniziata alla fine degli anni settanta, inizi degli anni ottanta. È stato determinato che i quattro sistemi di caverne più lunghe del mondo si trovano nelle vicinanze di Tulum. Il più lungo è "Ox Be Ha", che significa "Tre sentieri d'acqua", il quale ha percorsi mappati per più di 134 km.
- La costa è caratterizzata da sabbia bianca intervallata da zone di roccia. Sulla costa è facile vedere tartarughe marine, trigoni, delfini. Ricca anche la presenza di banchi corallini in eccellente stato di conservazione. I più conosciuti sono: "la piscina", "los coquitos" e "la ballena".
- Intatto, in direzione di Punta Allen, il parco nazionale di Sian Ka'an, una riserva della biosfera dove vivono in libertà puma, giaguari, coccodrilli. Molto frequente la presenza di iguane e di grandi uccelli marini, che sfruttano la presenza di isole di mangrovie.
- A 13 km in direzione nord si trova Xel-Há, un parco ecologico costiero a pagamento. Una laguna dove l'acqua del fiume e del mare si mescolano, un acquario naturale con centinaia di specie marine e l'omonimo sito archeologico maya di Xel-Ha.